# Stoas高等専門大学
Stoas高等専門大学（Stoas Hogeschool, 英：Stoas University of Applied Sciences）は、農業分野での教員養成を行うオランダの高等職業教育機関（職業大学）。ドロンテン、デン・ボスに校舎を持ち、事務局はエデに置いている。
1981年設立。生徒数は2004年時点で約850人（内、外国人留学生は50人）。スタッフ数170人。
デン・ボス校舎内には、フラワーデザイン国家資格であるDFA（Dutch Flower Arranger）、 ADFA（Advanced Dutch Flower Arranger）を認定する、EFDA（European Floral Design Academy）の事務局が置かれている。